# Team Bondi
Team Bondi — австралийская независимая компания, разработчик компьютерных игр. Компания была основана Бренданом МакНамарой (англ. Brendan McNamara), ранее работавшим в Team Soho,  в 2004 году. Первой и единственной игрой от Team Bondi стала L.A. Noire, издателем которой является Rockstar Games и выход которой состоялся в мае 2011 года. В том же году компания была закрыта в результате банкротства. Однако 30 августа 2012 года их сайт снова заработал, и компанию приобрела KMM Interactive. Сотрудники компании во главе с тем же директором основали студию Videogames Deluxe Sydney.

## История компании
Основатель Team Bondi, Брендан МакНамара (англ. Brendan McNamara), ранее работал в Team Soho Studio на должностях директора разработки и сценариста игры The Getaway, продавшейся четырёхмиллионным тиражом.

#### Закрытие компании
В начале августа 2011 года появились слухи, что Team Bondi находится на грани банкротства, оставшаяся часть команды готовится присоединиться к производственной студии KMM, а также то, что права на интеллектуальную собственность L.A. Noire принадлежат не ей, а издательству Rockstar Games.
30 августа Team Bondi освободила занимаемый ею офис, заявила о своём банкротстве и подала соответствующие документы в Australian Securities and Investments Commission. 2 сентября прошла встреча с кредиторами.
30 августа 2012 года обновился сайт студии Team Bondi. Как оказалось, компанию приобрела KMM Interactive. Team Bondi разрабатывала новый проект под названием Whore of the Orient. Действие новой игры, судя по всему, должно было разворачиваться в Шанхае образца 1936 года. 2 августа 2013 года в сеть утёк геймплей игры. В июне 2016 года стало известно что разработка игры отменена.

## Проекты

### L.A. Noire
Первой и единственной игрой компании стала игра L.A. Noire. Действие игры разворачивается в Лос-Анджелесе 1947 года. Игра исполнена в стиле нуар. Создатели игры использовали технологию захвата мимики MotionScan, которая относительно точно передаёт мимику персонажей. Игру издала компания Rockstar Games. Игра вышла 17 мая 2011 в Северной Америке и 20 мая в Европе на консолях PlayStation 3 и Xbox 360. Релиз PC-версии состоялся 8 ноября 2011 в США и 11 ноября в Европе. Вместе с игрой на диске присутствуют все ранее вышедшие DLC.